# Sångpapegoja
Sångpapegoja (Geoffroyus heteroclitus) är en fågel i familjen östpapegojor inom ordningen papegojfåglar.

## Utbredning och systematik
Sångpapegoja delas in i distinkta två underarter:
- Geoffroyus heteroclitus heteroclitus – förekommer i Bismarckarkipelagen och Salomonöarna (utom Rennell)
- Geoffroyus heteroclitus hyacinthinus – förekommer på Rennell (Salomonöarna)

Birdlife International och IUCN urskiljer sedan 2014 underarten hyacinthinus som en egen art, "rennellpapegoja". 

## Status och hot
IUCN bedömer hotstatus för underarterna (eller arterna) var för sig, båda som livskraftiga.

## Namn
Fågelns vetenskapliga släktesnamn hedrar den franske zoologen Étienne Geoffroy Saint-Hilaire (1772-1844).